# Экимян, Срапион
Срапион Экимян (арм. Սրապիոն Հեքիմյան; 16 августа 1832, Константинополь, Османская империя — 7 марта 1892, там же) — армянский драматург, переводчик, критик, театральный и культурный деятель.

## Биография
Начальное образование получил в школе мехитаристов, позже учился в армянском колледже Мурад-Рафаелян в Венеции. Владел рядом европейских языков.
Был активным театральным деятелем, способствовал организации профессионального армянского театра в Стамбуле в 1861 году, который давал спектакли на армянском, турецком и итальянском языках.
Автор исторических пьес романтического направления.
Первый сборник сочинений драматурга вышел в 1857 году, в него вошли пьесы «Арташес и Сатеник» (1848), «Армак и Ашхен» (1860), «Самвел» (1854—1856), «Ваграм» (1856).
Ему также принадлежат пьесы «Смбат», «Смерть Гнела», «Аршак» и другие. Писал статьи, посвящённые литературе и театру.